# ГЕС Taechon 1
ГЕС Taechon 1 – гідроелектростанція у західній частині Північної Кореї. Знаходячись перед ГЕС Taechon 2, становить верхній ступінь в каскаді у сточищі річки Taeryong, яка впадає праворуч до естуарію Чхончхонган (відкривається у Західно-Корейску затоку Жовтого моря). При цьому сама Taechon 1  живиться за рахунок деривації ресурсу із річки Chungman-gang (ліва притока Ялуцзян, яка утворює кордон між Північною Кореєю та Китаєм і впадає у те саме Жовте море).
В межах проекту Chungman-gang перекрили бетонною греблею Songwon (송원). Від неї у південно-західному напрямку проклали дериваційний тунель довжиною 37 км з діаметром 2,8 метра, який виводить у долину однієї з лівих приток річки Taeryong. На своєму шляху тунель живить машинний зал Taechon 1, встановлене в якому обладнання має потужність 135 МВт. За цим показником станція є другою в каскаді, пступаючись лише Taechon 2.
Спорудження ГЕС почалось в 1981-му та завершилось введенням у експлуатацію через сім років. Наступного року внаслідок обвалу у тунелі станцію була вимушена на певний час призупинити роботу.
В кінці 1990-х на греблі Songwon провадились роботи зі зміцнення (нарощування товщини та висоти).
Вироблена продукція видається за допомогою ЛЕП напругою 110 кВ, котрі прокладені від найпотужнішої північнокорейської ГЕС Супун.